# Fuchsienblütige Johannisbeere
Die Fuchsienblütige Johannisbeere (Ribes speciosum) ist eine Pflanzenart aus der Gattung Johannisbeeren (Ribes) innerhalb der Familie der Stachelbeergewächse (Grossulariaceae).

## Beschreibung

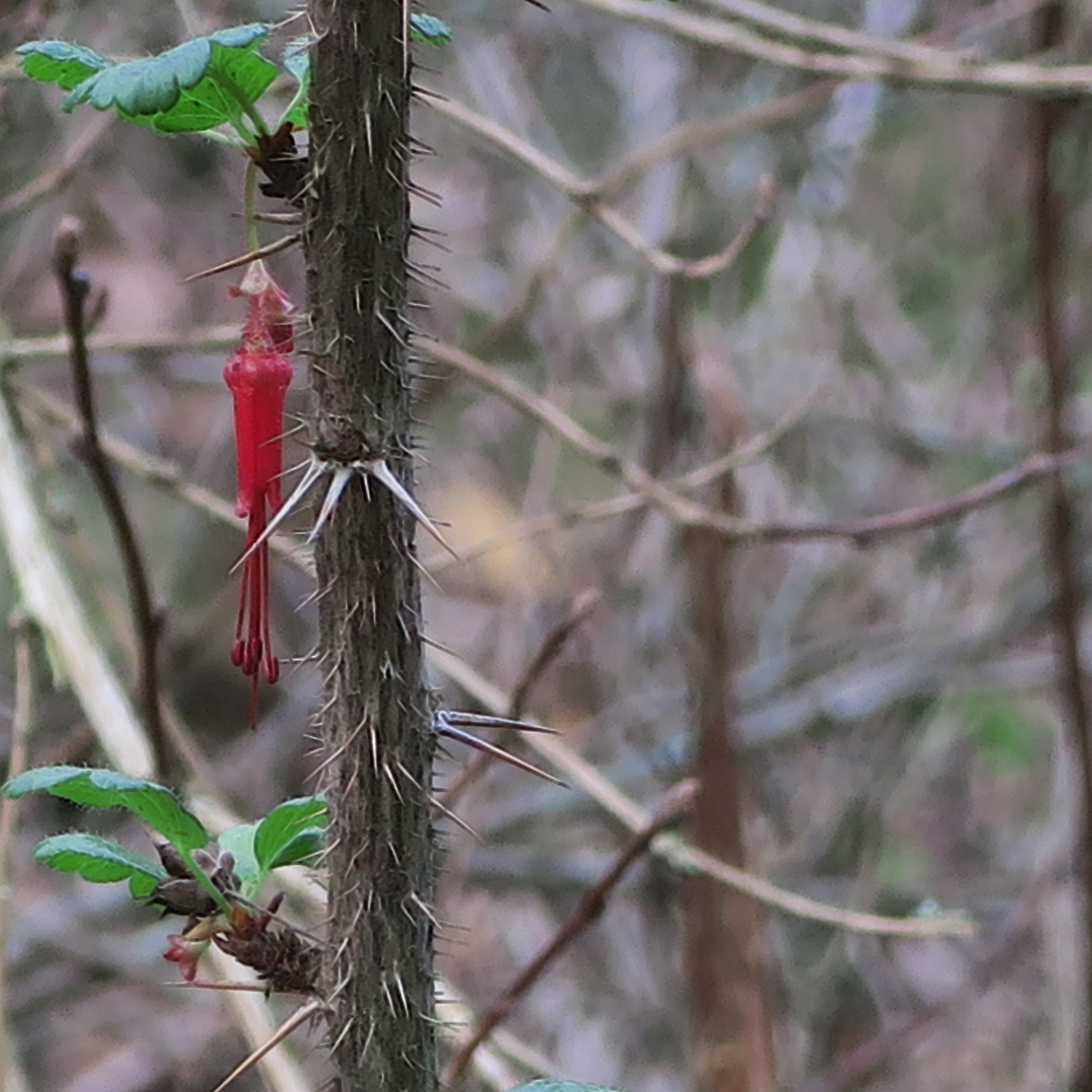
Ast mit Borke, Dornen und Stacheln

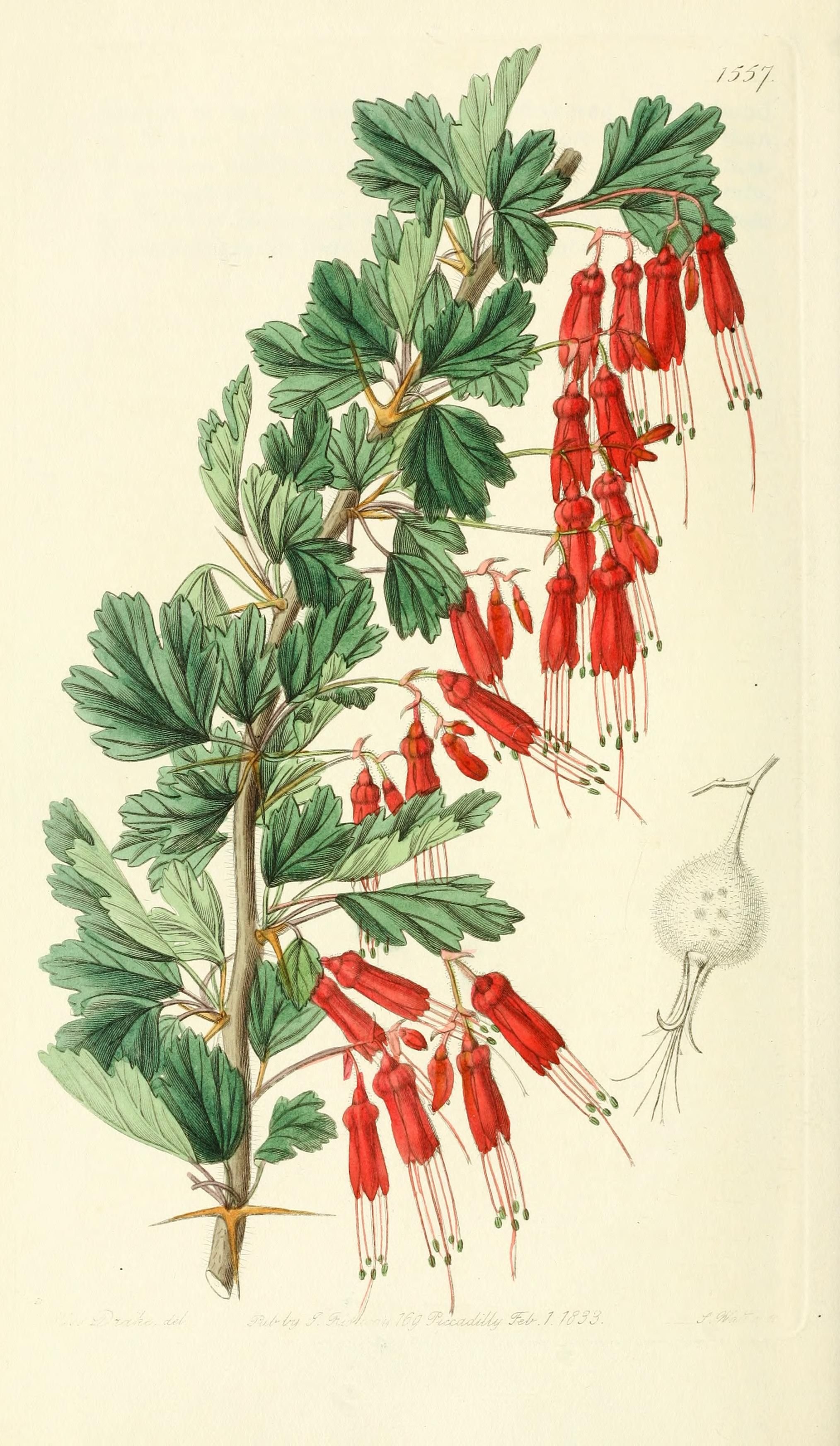
Illustration aus Edwards' botanical register, or, Ornamental flower-garden and shrubbery ...

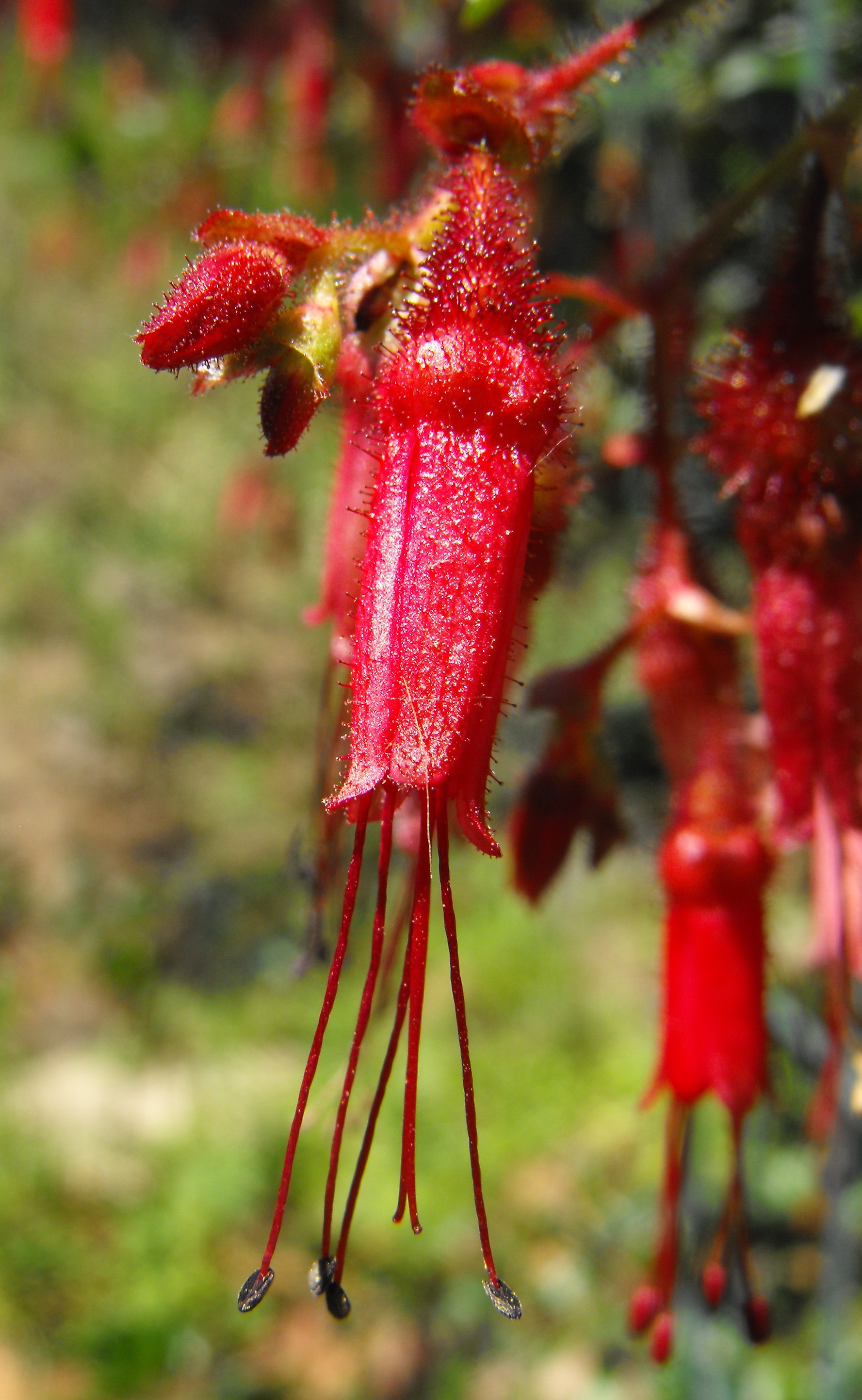
Blüte im Detail

### Vegetative Merkmale
Die Fuchsienblütige Johannisbeere ist ein meist immergrüner bis halbimmergrün, dorniger Strauch, der Wuchshöhen von 0,5 bis 3 Metern erreicht. Die Äste sind ausgebreitet und ihre Borke ist kahl. Die Rinde junger Zweige ist rot. Die jeweils zu dritt an den Knoten befindlichen Dornen sind 10 bis 20 Millimeter lang. Die Internodien sind mehr oder weniger dicht bestachelt.
Die wechselständig an den Zweigen angeordneten Laubblätter sind in Blattstiel und Blattspreite gegliedert. Der 0,5 bis 2 Zentimeter lange Blattstiel ist drüsig borstig behaart. Die glänzend grüne, etwa ledrige Blattspreite ist bei einer Länge von 1 bis 3,5 Zentimeter rundlich mit keilförmiger Spreitenbasis sowie gerundetem oberen Ende und meist nicht gelappt; höchstens kaum sichtbar gespalten. Falls Blattlappen vorhanden sind, sind diese gekerbt. Falls solche Blattspalten vorhanden sind, dann sind ihre Seiten glatt, nur mit wenigen flachen Zähnchen. Die Blattflächen sind spärlich drüsig behaart oder völlig kahl; die Blattoberseite ist glänzend dunkelgrün und die -unterseite hellgrün.

### Generative Merkmale
Die Blühzeit beginnt im Spätwinter und reicht in Kalifornien von Januar bis Mai oder manchmal von November bis Juni. Die Blüten stehen einzeln oder sind gleichmäßig verteilt zu zweit bis zu viert in hängenden, traubigen Blütenständen, die bei einer Länge von 2 bis 7 Zentimeter länger als die Laubblätter sind, angeordnet. Die Blütenstandsachse ist flaumig und mit gestielten Drüsenhaaren behaart. Die Hochblätter sind bei einer Länge von 4 bis 8 Millimeter breit-eiförmig. Die stacheligen sowie drüsigen Blütenstiele besitzen eine Länge von 8 bis 12 Millimetern.
Die zwittrige Blüte ist radiärsymmetrisch und vierzählig mit doppelter Blütenhülle. Der rote, drüsige Blütenboden (Hypanthium) ist bei einer Länge von 2 bis 3 Millimetern sehr breit konisch und breiter als lang. Die vier aufrechten, roten Kelchblätter sind bei einer Länge von 6 bis 10 Millimetern bandförmig und röhrig verwachsen. Die vier aufrechten, roten Kronblätter sind verwachsen und die Kronlappen sind bei einer Länge von 6 bis 10 Millimetern länglich mit nach innen gebogenen Rand. Der Nektardiskus ist nicht auffällig. Die Staubblätter sind doppelt bis viermal so lang wie die Kronblätter und überragen diese. Die roten, kahlen Staubfäden sind bei einer Länge von 12 bis 40 Millimetern linealisch. Die violetten oder roten Staubbeutel sind bei einer Länge von etwa 2 Millimeter oval, etwas pfeilförmig, mit gerundeten oberen Enden. Der Fruchtknoten ist dicht mit gestielten Drüsenhaaren bedeckt. Die 15 bis 45 Millimeter langen Griffel sind fast vollständig verwachsen.
Die bei Reife orangefarben-roten, dicht drüsig borstig behaarten Beeren sind bei einem Durchmesser von 10 bis 12 Millimetern eiförmig.

## Vorkommen
Die Fuchsienblütige Johannisbeere kommt vom US-Bundesstaat Kalifornien bis zum mexikanischen Bundesstaat Baja California vor. Ribes speciosum reicht von den South Coast Ranges von Monterey County bis San Diego sowie bis ins nördliche Baja California und gedeiht in der Küsten-Salbei-Strauchvegetation und im Chaparral in Höhenlagen von 0 bis 600 Metern.

## Taxonomie
Die Erstbeschreibung von Ribes speciosum erfolgte 1813 (1814) durch Frederick Traugott Pursh in Flora Americae Septentrionalis, or, A systematic arrangement and description of the plants of North America. Volume 2. S. 731–732. Ein Synonym für Ribes speciosum Pursh ist Grossularia speciosa (Pursh) Coville & Britton.

## Nutzung
Die Fuchsienblütige Johannisbeere ist frostempfindlich. Der Geschmack der Beeren ist nicht bekannt.